# Livsblad
Livsblad (Kalanchoe daigremontianum, tidigare Bryophyllum daigremontianum) är en kalankoeväxt som ibland även kallas myrdaling eller tusenmoder. Detta för att bladen kantas av små skott med rötter. Ett blad kan få uppåt 50 skott och det är bara att plocka av och lägga på jorden i en annan kruka. Krukan man har moderplantan i blir lätt överbebodd av nya livsblad då de ofta ramlar av bladet och lägger sig i jorden och börjar växa. Kan blomma sporadiskt med rosa blommor på 30 cm höga stänglar.
Hela plantan är giftig och kan vara dödlig för barn och husdjur.